# Generalgouverneur von Neuseeland
Der Generalgouverneur von Neuseeland (englisch The Governor-General and Commander-in-Chief in and over the Realm of New Zealand, Maori Te Kāwana Tianara o Aotearoa) ist der Vertreter des Staatsoberhaupts und Souveräns des Königreichs Neuseeland. Dieses Königreich umfasst gemäß dem Letters Patent Constituting the Office of Governor-General of New Zealand neben Neuseeland auch die Cookinseln, Niue, Tokelau und das völkerrechtlich nicht anerkannte Ross-Nebengebiet. Auf den Cookinseln erfolgt die Vertretung direkt durch den King’s Representative. De facto ist der Generalgouverneur das Staatsoberhaupt Neuseelands (inklusive Tokelau und dem Ross-Nebengebiet) und Niues.
Das Amt des Generalgouverneurs von Neuseeland hat seit dem 21. Oktober 2021 Cindy Kiro inne. Sie vertritt den britischen König Charles III. als König von Neuseeland. Sitz der Generalgouverneurin ist die neuseeländische Hauptstadt Wellington. Bis in die 1960er-Jahre waren lediglich Mitglieder des britischen Adels als Repräsentanten vorgesehen.

## Geschichte

### Gouverneur
1642 entdeckte Abel Tasman als erster Europäer Neuseeland. Eine europäische Besiedlung erfolgte jedoch erst nach der Wiederentdeckung durch James Cook und Jean François Marie de Surville 1769. Nach Auseinandersetzungen mit den indigenen Māori entsandte die britische Regierung 1832 James Busby als Residenten nach Neuseeland. Er verfasste eine Unabhängigkeitserklärung, die 34 Māori-Häuptlinge der Nordinsel am 28. Oktober 1835 unterzeichneten, bis Juli 1839 waren es 52 Unterzeichner. Zu dieser Zeit gab es ein starkes Interesse der Franzosen an Neuseeland, was dazu führte, dass später im August 1840 auf der Banks Peninsula eine französische Siedlung gegründet wurde. Aufgrund des politischen Drucks und des Wettlaufs um Neuseeland entschloss sich das Colonial Office in London im Februar 1839 William Hobson als Konsul nach Neuseeland zu schicken, um über eine Annexion zu verhandeln. Damit folgte das Amt einer Empfehlung Hobsons, welcher zum Schutz britischer Siedler eine Angliederung Neuseelands an das britische Weltreich nach indischem Vorbild vorgeschlagen hatte.
Mit dem Letters Patent vom 15. Juni 1839 wurde George Gipps, Gouverneur von New South Wales, vorsorglich als Governor-in-Chief für Neuseeland eingesetzt, obwohl noch keine Rechtsgrundlage dafür bestand. Gipps seinerseits ernannte Hobson zusätzlich zum Vizegouverneur von Neuseeland. Hobson reiste Ende Januar zur Bay of Islands, um einen Vertrag zur Annexion Neuseelands durch das Vereinigte Königreich auszuhandeln. Am 6. Februar 1840 unterzeichneten Hobson und 45 Māori-Häuptlinge den Vertrag von Waitangi. Damit war George Gipps der erste Gouverneur Neuseelands. Er hat jedoch niemals neuseeländischen Boden betreten. Mit dem Letters Patent vom 16. November 1840 wurde Neuseeland zur eigenständigen britischen Kolonie erklärt und Hobson als Gouverneur eingesetzt. Er proklamierte dies nach Erhalt des Dokumentes am 3. Mai 1841 und gilt damit de facto als der erste Gouverneur von Neuseeland.
Da es bis 1853 keine gewählten Politiker und bis 1856 keine vom Parlament bestimmte Regierung gab, regierten die ersten drei Gouverneure, William Hobson, Robert FitzRoy und George Edward Grey die Kolonie eigenständig mit Unterstützung eines Exekutivrates. Mit der Wahl von Henry Sewell zum ersten Premierminister von Neuseeland am 7. Mai 1856 sollte sich dieses ändern. Auf Basis des New Zealand Constitution Act 1852 lag nun die politische Macht beim Parlament und der Regierung. Die Gouverneure behielten die Kontrolle über das Militär, die Landesverteidigung und die Außenpolitik. Auch in Belange der Māori waren die Gouverneure noch involviert, wobei hier die Zuständigkeiten nicht klar geregelt waren.
Die ersten Gouverneure Neuseelands im 19. Jahrhundert hatten überwiegend Schwierigkeiten mit der Kolonie in Selbstverwaltung. Sie kamen als Offiziere in dieses Amt oder waren britische Kolonien gewöhnt, in denen keine britischen Staatsbürger zu regieren waren. Die britisch-stämmigen Siedler setzten sich trotz ihrer Loyalität zum Mutterland für ihre Eigenständigkeit und Unabhängigkeit vehement ein. Dies führte dazu, dass am 12. Juli 1907 im Repräsentantenhaus der Übergang zum Dominion beschlossen und vom Gouverneur William Plunket, 5. Baron Plunket am 26. September 1907 öffentlich proklamiert wurde.

### Generalgouverneur
Mit dem Letters Patent vom 11. Mai 1917 bekam Neuseeland als ständigen Vertreter der Krone einen Generalgouverneur und Oberbefehlshaber durch König George V. zuerkannt. Dies galt als Anerkennung für die Unterstützung des Vereinigten Königreichs im Ersten Weltkrieg. Damit wurde am 28. Juni 1917 der Gouverneur Arthur Foljambe, 2. Earl of Liverpool zum ersten Generalgouverneur Neuseelands.
Arthur Porritt war von 1967 bis 1972 der erste Generalgouverneur, der in Neuseeland geboren wurde. Sein Nachfolger Denis Blundell war als erster Generalgouverneur kein britischer Staatsbürger. Alle vorherigen Gouverneure waren stets abgeordnet worden und gingen nach Ende ihrer Dienstzeit wieder nach Großbritannien zurück.
1974 kritisierte der damalige Premierminister Bill Rowling, dass die Königin von Neuseeland nicht effektiv genug Neuseeland in Übersee repräsentieren könne und setzte sich dafür ein, dass der Generalgouverneur diese Aufgabe übernehmen solle. Auch wurde der britischen Krone von der Politik Pfennigfuchserei vorgeworfen, denn sie bestellte den Gouverneur und hielt die Mittel knapp. Dies änderte sich erst im Jahr 1983, als auf politischen Druck hin nun das neuseeländische Parlament über die Einrichtung und Kosten des Gouverneursbüros entscheiden konnte und seitdem der Generalgouverneur vom Premierminister Neuseelands vorgeschlagen wird.
Der Generalgouverneur wird vom Department of the Prime Minister and Cabinet in seiner Funktion und seinem Amt unterstützt.

## Ernennung und Vertretung
Nach dem Constitution Act 1986 wird der Generalgouverneur vom Staatsoberhaupt ernannt und vertritt dieses in Neuseeland. Es gibt keine feste Amtszeit, traditionsgemäß bleibt er ca. fünf Jahre im Amt.
Die Ernennung des Generalgouverneurs muss in Gegenwart des Chief Justice oder einiger anderer Richter des High Court und des Executive Councils vorgenommen werden. Der Generalgouverneur muss einen Amtseid ableisten. Wenn der Generalgouverneur nicht in der Lage ist, sein Amt auszuüben, oder das Amt vorübergehend vakant ist, übt der Chief Justice das Amt des Generalgouverneurs in Vertretung aus. Steht auch dieser nicht zur Verfügung, so wird der Generalgouverneur durch den ältesten Richter des Landes vertreten.

## Aufgaben und Befugnisse
Mit dem Letters Patent vom 1. November 1983 wurde der Generalgouverneur von Neuseeland gleichzeitig zum Generalgouverneur der Cookinseln, Niues, Tokelaus und des Ross-Nebengebiets ernannt und ist als Commander-in-Chief auch deren militärischer Oberbefehlshaber.
Der Generalgouverneur und das Repräsentantenhaus bilden zusammen das Neuseeländische Parlament.
Der Generalgouverneur von Neuseeland hat die Aufgabe und das Recht:
- die Sitzung eines neuen Parlamentes zu eröffnen.
- die Ernennung des Premierministers vorzunehmen.
- den Rücktritt des Premierministers anzunehmen.
- den Premierminister notfalls (most extreme situations) zu entlassen, das Parlament aufzulösen und Neuwahlen auszurufen (bisher nie vorgekommen).
- Gesetzen, die im Repräsentantenhaus verabschiedet wurden, mit seiner Unterschrift den Royal Assent zu erteilen und damit Gesetzeskraft zu verleihen.
- auf Empfehlung des Premierministers den Präsidenten des Obersten Gerichts zu ernennen.
- auf Empfehlung der Minister Beamte in Schlüsselpositionen zu ernennen.
- auf Empfehlung des Justizministers oder auf Antrag Entschuldigungen für Justizirrtümer, Haftreduzierungen und/oder Begnadigungen auszusprechen.
- das Executive Council einzuberufen und den Vorsitz zu leiten, ohne selbst Mitglied zu sein.
- das Königreich Neuseeland nach innen und nach außen zu repräsentieren.

Der Generalgouverneur von Neuseeland hat im Jahr zwischen 400 und 500 meist repräsentative Termine wahrzunehmen.